# Jabbah
Jabbah (ν Sco / ν Scorpii / Nu Scorpii) è un sistema stellare multiplo, formato da almeno cinque componenti, appartenente alla costellazione dello Scorpione.

## Osservazione
Essendo una stella di magnitudine apparente 4,0, cioè essendo relativamente debole, può essere non facile individuare Jabbah, specialmente in condizioni di inquinamento luminoso. Il metodo migliore per individuarla è partire da Antares, al centro della costellazione e poi spostarsi a nord ovest per individuare le tre stelle luminose poste in corrispondenza della parte anteriore dello Scorpione: Pi Scorpii, Dschubba e Graffias, tutte comprese fra la magnitudine 2 e quella 3. Esse formano un arco che si dispone da sud a nord. Individuata la stella più a nord delle tre, cioè Graffias, si può individuare Jabbah spostandosi circa un grado e mezzo a nord est, mentre a sud est si potrà osservare la coppia formata da due stelle non legate fisicamente fra loro, di quarta magnitudine: ω1 e ω2 Sco.
Jabbah è una stella dell'emisfero australe. Tuttavia essendo posta solo 19° sotto l'equatore celeste, le possibilità della sua osservazione nell'emisfero boreale sono abbastanza ampie e in ogni caso migliori delle stelle poste più a sud nella costellazione che Scorpione, che sono visibili solo a partire dalle regioni mediterranee. Jabbah è invece visibile fino al 70º parallelo, oltre il circolo polare artico, sebbene in Canada, Europa settentrionale e nella Russia settentrionale essa apparirà molto bassa all'orizzonte sud e sarà visibile per poche ore della notte. D'altra parte questa relativa vicinanza all'equatore celeste comporta che Jabbah sia circumpolare solo nelle regioni antartiche.
I mesi migliori per la sua osservazione sono quelli che corrispondono all'estate boreale, da maggio ad agosto.

## Ambiente galattico

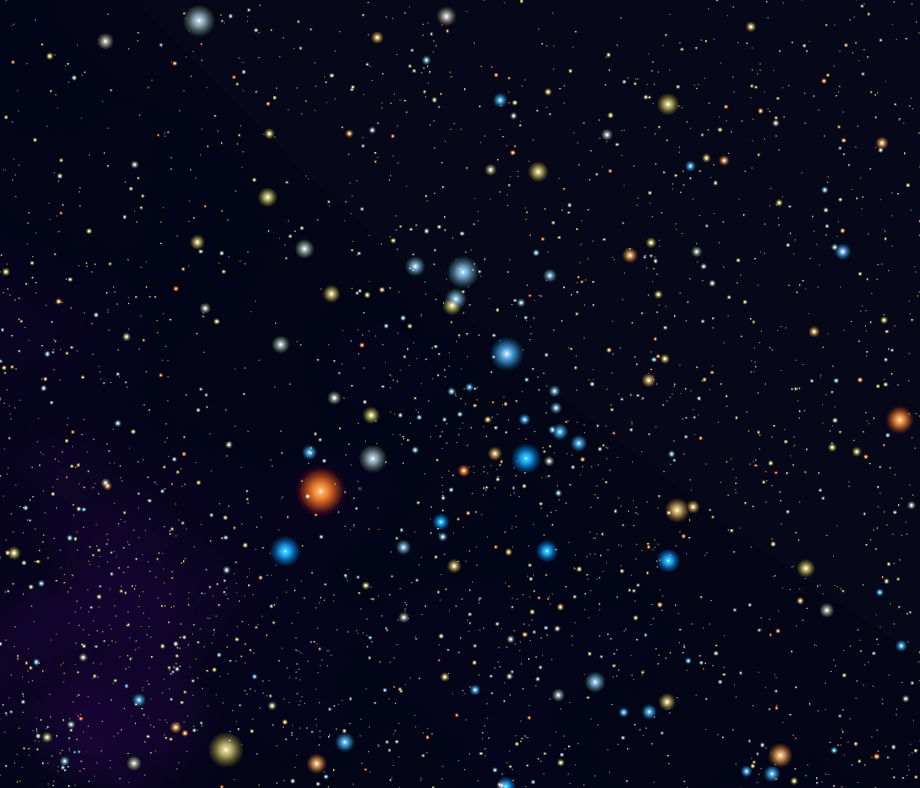
Il gruppo Scorpione superiore

Jabbah fa parte, come molte stelle brillanti della costellazione dello Scorpione, dell'associazione stellare Scorpius-Centaurus, l'associazione OB più vicina alla Terra. Questa associazione è molto estesa, essendo formata da forse 1.200 stelle con masse pari o superiori alle 15 M☉. Esse si sono formate in un tempo compreso fra i 5 e i 17-22 milioni di anni. Le stelle più massicce dell'associazione sono probabilmente già esplose in supernovae, che hanno dato origine ad ulteriori fenomeni di formazione stellare.
L'associazione Scorpius-Centaurus è divisa in tre sottogruppi di stelle, chiamati Scorpione superiore, Centauro superiore-Lupo e Centauro inferiore-Croce. Jabbah fa parte del primo di questi sottogruppi, noto anche come Associazione di Antares, sebbene non sia chiaro se Antares faccia parte del sottogruppo o meno. L'associazione Scorpione superiore, che comprende le stelle poste in corrispondenza della testa dello Scorpione, è il sottogruppo più giovane dei tre, avente un'età di circa 5 milioni di anni. La distanza media del sottogruppo dalla Terra è circa 400-500 anni luce. Jabbah, in particolare, dista da noi circa 437 anni luce.

## Caratteristiche
Il sistema di Jabbah non è stato ancora studiato a fondo e quindi non se ne conoscono con precisione le caratteristiche. Esso è formato da quattro componenti visibili tramite telescopi e da almeno un'altra componente individuabile con metodi spettroscopici. È possibile che esista una sesta componente.

### Il sistema
I sistemi stellari multipli molto spesso si organizzano in coppie strette che a loro volta orbitano le une intorno alle altre. Questo è anche il caso di Jabbah. Già osservata con un binocolo, rivela avere due componenti, separate fra loro di 41 secondi d'arco, che corrispondono, alla distanza di 437 anni luce, a circa 5.500 UA (cioè 825 miliardi di km). Esse orbitano l'una intorno all'altra con un periodo di 91.000 anni.
Un telescopio professionale svela che queste due componenti sono a loro volta stelle doppie, cioè formate ciascuna da due componenti che orbitano l'una intorno all'altra in modo molto più stretto. La componente est, quella più brillante, è così formata da due stelle, che sono state chiamate Nu Scorpii A e Nu Scorpii B, mentre quella ovest, meno luminosa, è formata da altre due stelle chiamate Nu Scorpii C e Nu Scorpii D. La coppia A-B è distante 1,3 secondi d'arco, cioè 175 UA (26 miliardi di km). Le due componenti di tale coppia completano un'orbita ogni 600 anni. La coppia C-D è invece distante 2,4 secondi d'arco, cioè 320 UA (48 miliardi di km). La coppia C-D orbita con un periodo di 2.500 anni.
Infine, la spettroscopia rivela che la componente A è a sua volta una stella binaria ancora più stretta, formata da due componenti, che sono state chiamate Nu Scorpii Aa e Nu Scorpii Ab. Esse sono staccate fra loro di appena 0,3 millarcosecondi, cioè circa mezzo milione di km, e orbitano con un periodo di 5 giorni.

### Caratteristiche fisiche

La stella Jabbah e la nebulosa a riflessione ad essa associata, IC 4592.

La tripla Aa-Ab-B è classificata nel suo insieme come una stella di classe spettrale B2 (a volte B3) e di temperatura superficiale di 22.000 K, il che le conferisce un colore blu. I cataloghi a volte riportano quale classe MMK la V, altre volte la IV. Il loro stato evolutivo non è quindi del tutto chiaro. Pare tuttavia certo che le tre stelle stiano ancora fondendo l'idrogeno nel loro nucleo.
La componente Aa è la più luminosa e massiccia del sistema stellare Jabbah. La sua massa è calcolata essere 8 volte quella solare, mentre la sua luminosità è 2.900 volte quella del Sole. La componente B è meno massiccia e, di conseguenza, meno luminosa: essa ha una massa di circa 6,5 M☉ ed è 1.300 volte più luminosa del Sole. Poco si conosce della componente stretta di Aa, cioè Ab, anche se si presume possa essere una stella simile al nostro Sole. La classe spettrale delle singole componenti nonché la loro temperatura superficiale non è conosciuta, benché sia chiaro che la componente Aa si trovi in una delle prime sottoclassi della classe B, mentre la componente B dovrebbe trovarsi nelle classi intermedie della classe B. Infine se Ab è una stella simile al Sole dovrebbe trovarsi nelle prime sottoclassi della classe G.
La coppia C-D è formata da due stelle di sequenza principale, meno calde, massicce e luminose rispetto alla coppia Aa-B. La componente C è una stella di classe spettrale B8, con una temperatura superficiale di 12.000 K, che le conferisce un colore bianco-blu. La sua massa è probabilmente 3 volte quella solare e la sua luminosità è 80 L☉. La componente D invece è una stella di classe spettrale B9, avente una temperatura superficiale di 10.600 K e un colore abbastanza simile a quello della componente C, sebbene un po' più tendente al bianco. La sua massa è calcolata essere 2 volte e mezza quella solare e la sua luminosità essere la metà di quella della componente C (cioè 40 L☉). La componente D si segnala anche per uno spettro peculiare, in particolare per un'inusuale abbondanza di silicio.

### Occultazioni
Poiché è vicina all'eclittica, Jabbah può essere occultata dalla Luna e, molto raramente, dai pianeti. Mercurio l'ha occultata il 14 dicembre 1821, ma non la occulterà nuovamente fino al 2 dicembre 2031. L'ultima occultazione da parte di Venere è avvenuta il 27 dicembre 1852 e la prossima avrà luogo il 30 dicembre 2095. Il 29 luglio 1808 è stata occultata da Nettuno.

### Nebulosa
Jabbah è la stella che causa la nebulosa a riflessione catalogata come IC 4592. Le nebulose a riflessione sono nubi di polvere che riflettono la luce di stelle vicine; si formano quando le stelle vicine non sono calde abbastanza per causare la ionizzazione del gas, come nella nebulosa a emissione, ma sono abbastanza brillanti a dare sufficiente scattering e rendere visibile la polvere. Perciò lo spettro mostrato dalle nebulose a riflessione è simile a quello delle stelle che le illuminano. Di conseguenza IC 4592 ha un colore blu, come Jabbah. Questa nebulosa si estende nel cielo per circa 2°.

## Etimologia
Il nome Jabbah deriva dall'arabo Al Jabhah, che significa la fronte. Tale nome è stato attribuito a Jabbah a causa della sua posizione nella parte anteriore dello Scorpione.